# Risoluzione 359 del Consiglio di sicurezza delle Nazioni Unite
La risoluzione 359 del Consiglio di sicurezza delle Nazioni Unite, adottata il 15 agosto 1974, dopo aver preso atto con preoccupazione di un rapporto del Segretario generale sul proseguimento dell'azione militare a Cipro e aver ricordato che la Forza di mantenimento della pace delle Nazioni Unite a Cipro è stata collocata in loco con il pieno consenso dei governi di Cipro, Turchia e Grecia, ha deplorato il fatto che membri della Forza siano stati uccisi e feriti. La risoluzione ha richiesto il rispetto da parte di tutte le parti dello status della Forza e la cooperazione con essa nello svolgimento dei propri compiti in tutte le aree di Cipro.
La risoluzione è stata adottata con 14 voti contrari; un membro, la Repubblica popolare cinese, non ha partecipato al voto.